# Ebbw Vale RFC
El Ebbw Vale Rugby Football Club es un equipo de rugby de Gales con sede en el condado de Ebbw Vale.
Participa anualmente en la Super Rygbi Cymru, el torneo profesional de rugby de Gales.

## Historia
Fue fundada en 1879, desde el año 1990 participa en la Premiership, el principal torneo de Gales, en el cual ha logrado un campeonato en 2016.
En la Liga Celta, en la que participó en la temporada 2001-02 y 2002-03, es representado desde el 2003 por el equipo de Dragons.
Durante su larga historia ha conseguido derrotar a diferentes representativos nacionales como el caso de la selección de Australia y Estados Unidos.

## Palmarés
- Premiership (1): 2015-16.
- Campeonato de Gales no oficial (4): 1951-52, 1953-54, 1956-57, 1959-60.
- WRU Championship (2): 2012-13, 2013-14.